# South Kensington
South Kensington är en stadsdel (district) i Royal Borough of Kensington and Chelsea i London i Storbritannien, samt även en tunnelbanestation i samma område som invigdes 1868. Stationen trafikeras av Circle line och District line på en station i marknivå från 1868 och Piccadilly line med en underjordisk station från 1906.
Stationen är nära tre museer: Science Museum, Natural History Museum och Victoria and Albert Museum, och används av många turister som besöker museerna.

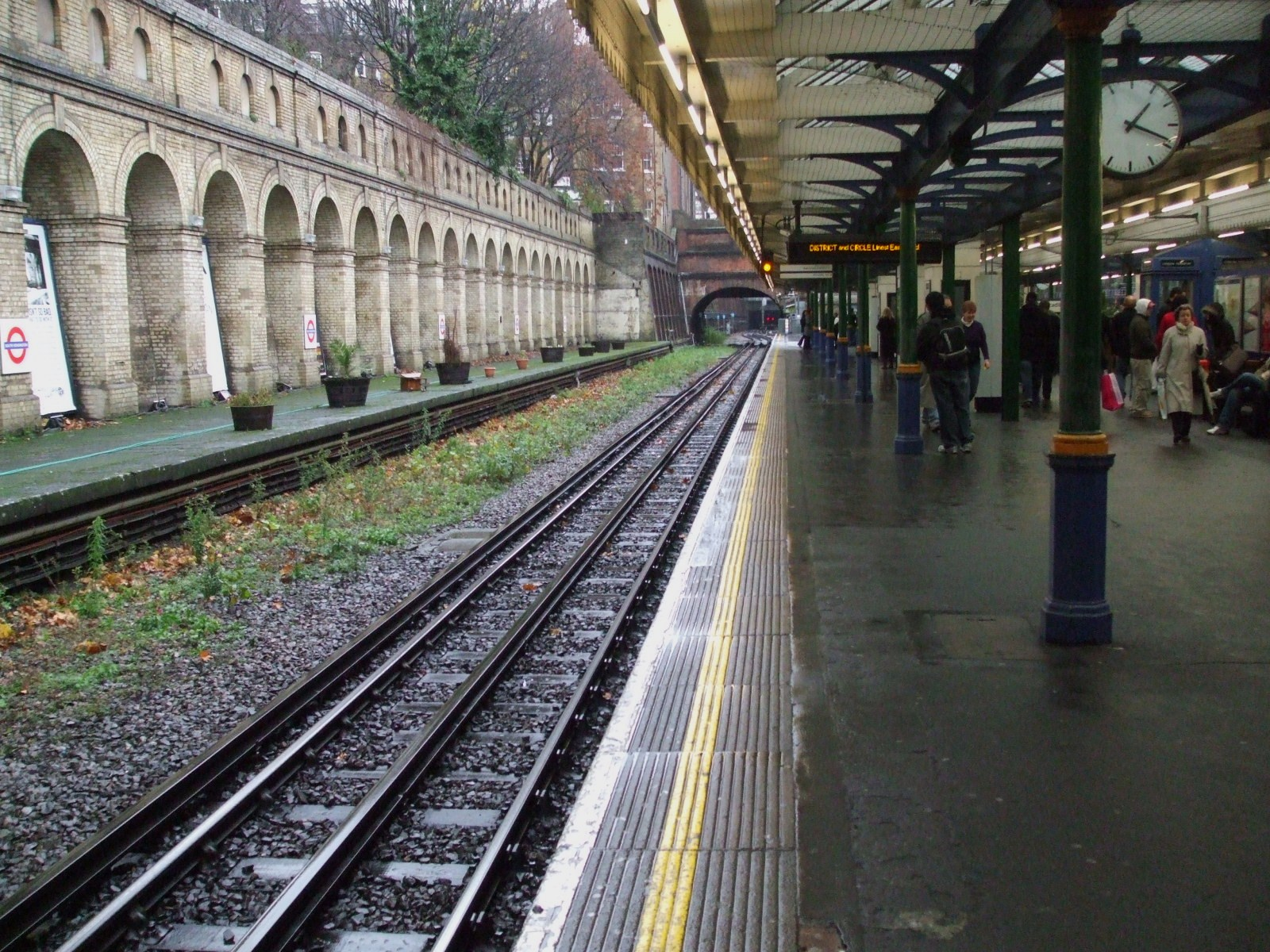
Circle line, District line.
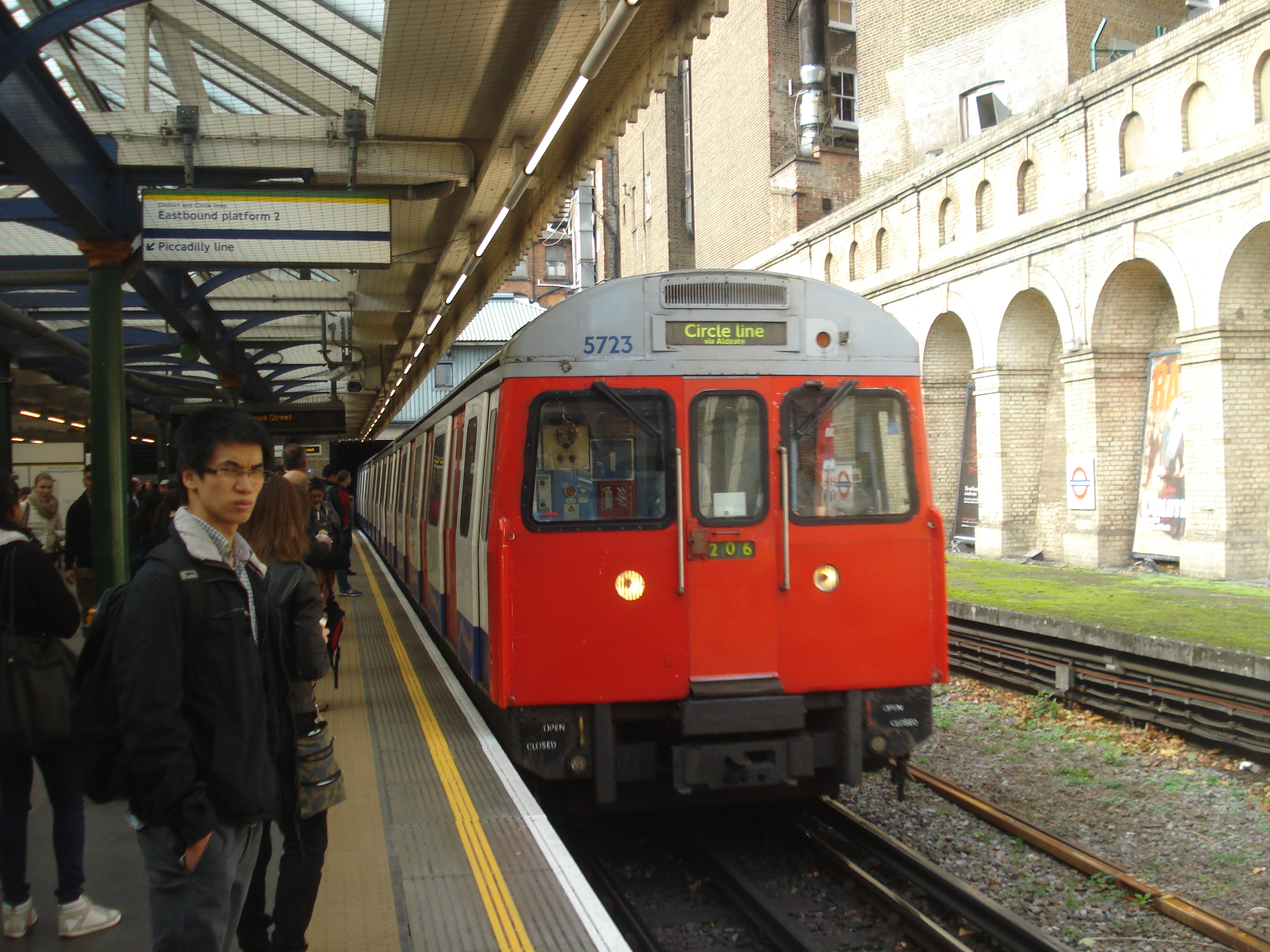
Circle line, District line.
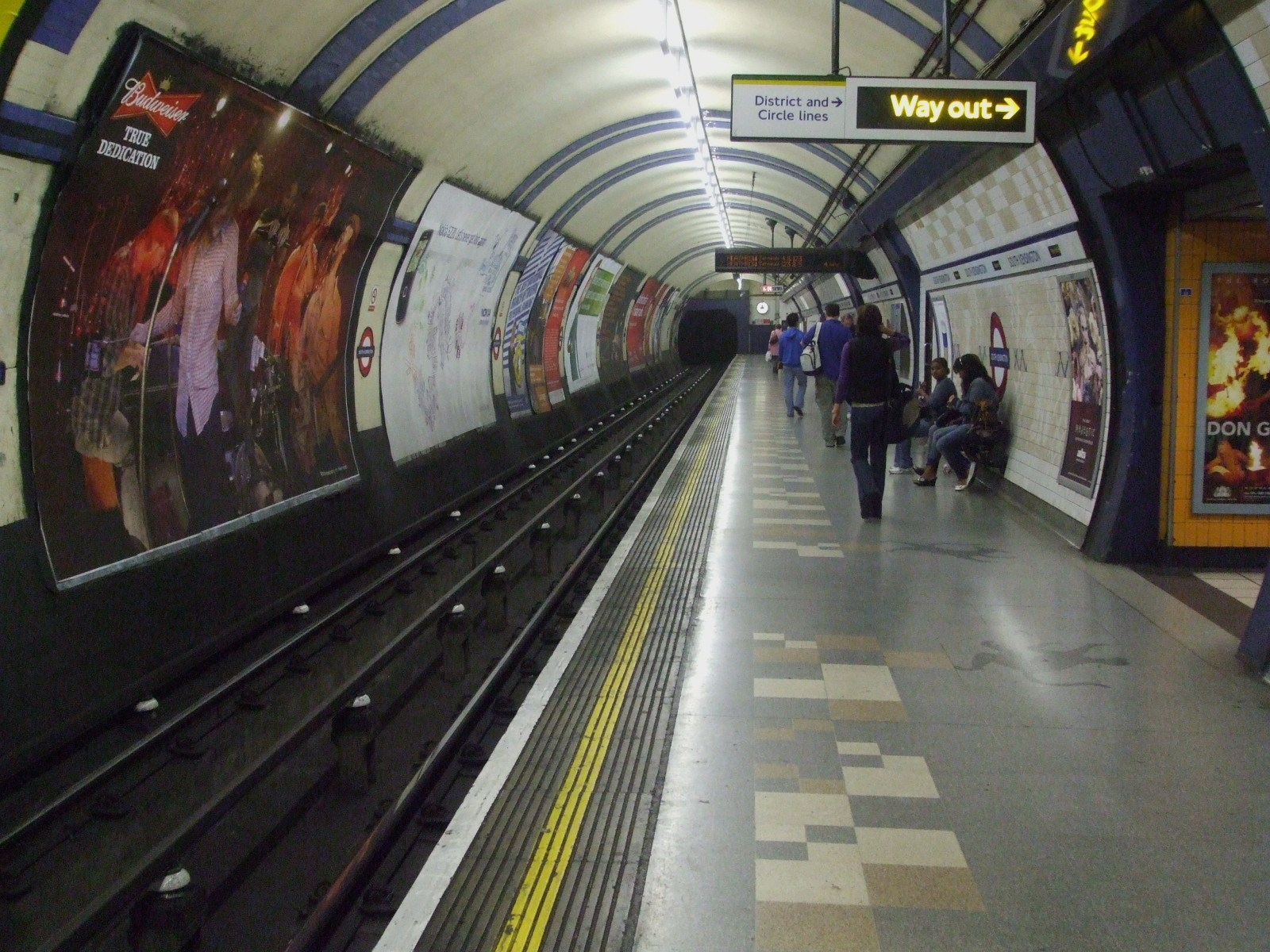
Piccadilly line.
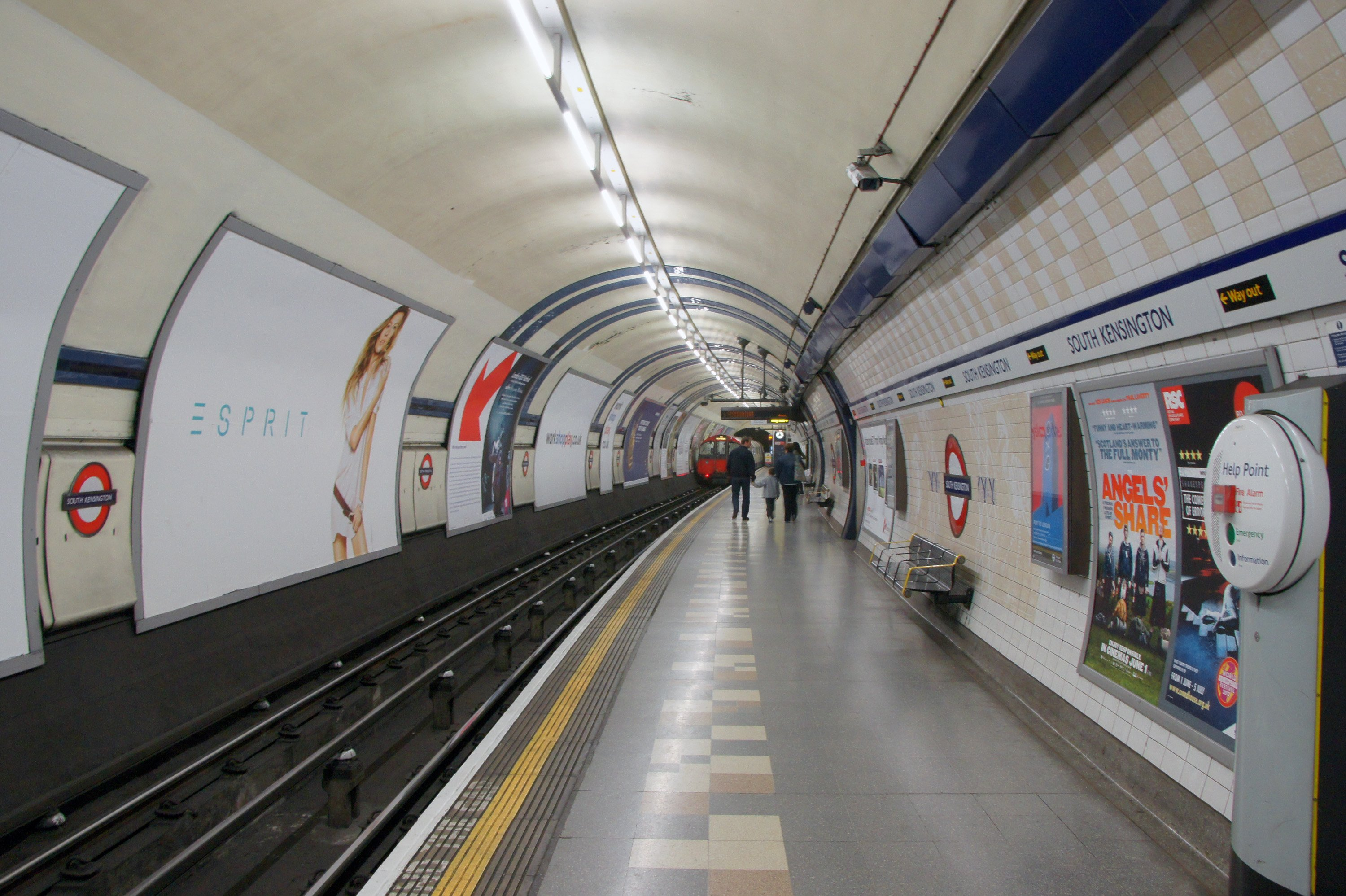
Piccadilly line.